# 小千谷山本山高原スキー場
小千谷山本山高原スキー場（おぢややまもとやまこうげんスキーじょう）は、新潟県小千谷市に存在したスキー場である。

## 概要
国土計画（当時）によって山本山（標高336 m）の北斜面に建設され、1988年（昭和63年）12月、広さ83 ha・全長1700 mのファミリースキー場として開業した。全国で初めて自動車で山頂にアクセスできるゲレンデと言われ、有料駐車場は麓の1600台分に加えて山頂に150台分が設けられた。山頂には展望台レストラン、麓にはラーメンハウスが設けられた。
新潟県中越地震で被害を受けそれ以降、営業を休止していたが、2006年廃業した。利用者数は1994-95年シーズンには7万人であったが、2003-04年シーズンには約3万人となっていた。

## 施設
| 1日券      | 3000円 |
| 4時間券    | 2200円 |
| 11回券     | 3000円 |
| ナイター券 | 2000円 |

- リフト
  - クワッドリフト1基、シングルリフト1基
- 「わくわくファミリーランド」
  - 子供用スノーモービル等の子供用施設が備えてあった。
- 休憩所
- 更衣室
- ラーメンハウス

## アクセス
- 自動車
  - 山麓駐車場へは関越自動車道小千谷ICより国道291号-国道117号約5 km
  - 山頂駐車場へは関越自動車道越後川口ICより国道117号約6 km
- 鉄道
  - 上越線小千谷駅よりタクシー約15分